# Citrus Bowl (match)
Le Citrus Bowl est un match d'après-saison régulière de football américain de niveau universitaire se tenant annuellement depuis 1947 au Camping World Stadium d'Orlando en Floride aux États-Unis.
À sa création en 1947, le bowl est appelé le Tangerine Bowl.
En fonction des divers sponsors, son nom officiel change : Florida Citrus Bowl, CompassUSA Florida Citrus Bowl, Ourhouse.com Florida Citrus Bowl, Capital One Florida Citrus Bowl, Capital One Bowl, Buffalo Wild Wings, Overton's Citrus Bowl, Vrbo Citrus Bowl et Citrus Bowl presented by Cheez-It.
L'événement est organisé par la société sans but lucratif, Florida Citrus Sports, qui organise également le Russell Athletic Bowl et le Florida Classic (un match de football américain de niveau collège).
Ayant été un des premiers bowl à être organisé, il a le privilège de se dérouler le 1er janvier à 13 heures (1 p.m eastern time), juste avant le Rose Bowl. Lorsque le 1er janvier survient un dimanche, afin de ne pas entrer en concurrence avec la NFL, le match est déplacé au lundi 2 janvier. Ces deux matchs sont retransmis par ESPN depuis 2011.
En 2004, le Capital One Bowl demande pour devenir un match BCS. Il n'est pas choisi principalement à cause de la vieillesse de son stade.
Le 26 juillet 2007, les commissaires du Comté d'Orange votèrent en faveur d'une mise à niveau du Florida Citrus Bowl Stadium (lequel sera rebaptisé Camping World Stadium).
Actuellement, les organisateurs ont conclu des accords avec la SEC et la Big Ten pour que ces deux conférences y envoient leur première équipe éligible (hormis les équipes éligibles déjà sélectionnées pour les matchs BCS).        
Depuis 2012, le payout de 4 500 000 US$ par équipe est le plus gros montant versé par un bowl non BCS.
Depuis 1985, le match met en présence, pratiquement tous les ans, des équipes faisant partie du top 25 du classement BCS.

## Histoire
Le Capital One Bowl, organisé pour la première fois en 1947, est au même titre que le Gator Bowl, le Cotton Bowl Classic et le Sun Bowl, un des plus anciens bowl non-BCS .
L'assistance à la première édition fut estimée à environ 9000 spectateur. En 1952, le match est surnommé le Little Bowl with the Big Heart (le Petit Bowl avec un Grand Cœur), à cause des faibles assistances mais aussi parce que tous les bénéfices récoltés allaient à des œuvres de charité.
Avant 1968, le match mettait en présence des équipes représentatives d'écoles situées dans le Sud, souvent le champion de la Ohio Valley Conference ou d'autres petites universités (même si quelques universités majeures ont également joué le bowl à cette époque).
Devenant petit à petit un bowl majeur, de 1968 à 1975, il met en présence le champion de la MAC à un représentant de la Southern Conference (jusqu'en 1972), à une équipe de la SEC (en 1972 et 1973) et à une équipe choisie at-large en 1975.
Les exigences des conférences majeures s'étant réduites vers le milieu des années 1970, le match se transformera en un duel entre deux équipes choisies at-large parmi les conférences les plus fortes avec en général une équipe issue du Sud des États-Unis.
De 1987 à 1991, le champion de l'ACC est toujours sélectionné et joue contre une équipe choisie at-large parmi les autres conférences.
Depuis 1992, le match met en présence des équipes issues de la Big Ten et la SEC.
Le match de 1998 établira le record d'assistance avec 72 924 spectateurs, aidé en cela par l'équipe de Florida qui jouait pratiquement à domicile.

### Intégration raciale
En 1956, l'équipe des Hillsdale College Chargers entraînée par Muddy Waters a refusé de jouer le bowl malgré une excellente saison (9 victoires pour 0 défaite) parce que les organisateurs interdisaient la participation au match des joueurs à la peau noire.
En 1958, Les Bulls de Buffalo était la première équipe pouvant être sélectionnée pour le match. Deux joueurs à la peau noire de cette équipe n'ayant pas reçu l'autorisation de jouer, l'équipe refusa à l’unanimité de participer au bowl. Il est à noter que cette équipe ne sera plus éligible pour jouer un bowl pendant les 50 prochaines années. En 2008, les Bulls de Buffalo gagneront le titre de la MAC mais ils perdront l'International Bowl 38 à 20 contre Connecticut.
Ce n'est qu'en 1966 que l'équipe « historiquement noire » de Morgan State (située à Baltimore dans le Maryland et dirigée par Earl C. Banks, membre du Hall of Fame de la NCAA), parviendra à jouer et à gagner le Tangerine Bowl en battant West Chester State, terminant ainsi la saison invaincue (pour la seconde année consécutive).

### Délocalisation à Gainsville
Début 1973, d'importants travaux de transformation sont planifiées pour porter le Florida Citrus Bowl de 17 000 à 51 000 places. Au début de l'été 1973, par suite de problèmes d'ordre juridique, les travaux sont arrêtés.  En fin de saison 1973, Will Gieger, président du Tangerine Bowl soutenu par les autres officiels, décide d'inviter au bowl de décembre, les équipes des Miami Redhawks (OH) et des Pirates d'East Carolina. Le 19 novembre 1973, les Pirates renonçant, une équipe doit normalement être sélectionnée at-large. Dans un geste inattendu et sans précédent, les officiels décident d'inviter l'équipe des Gators de Floride et de déplacer le match à Gainesville (Floride), ville où joue traditionnellement cette équipe. Le stade beaucoup plus grand pouvait accueillir sans problème la toute grande foule attendue pour ce match. Ce déplacement nécessitait néanmoins une autorisation spéciale de la NCAA et des arrangements particuliers furent pris. Les deux équipes devraient conserver leur siège pour toute la semaine à Orlando, y passant la plus grande partie de leur temps et s'y entraînant, les deux équipes étant conduites en bus à Gainesville pour le match. Les participants au bowl seront accueillis par un événement inattendu : un presque nouveau record de température basse (-4 °C). Malgré l'avantage du terrain, les Gators, pas très habitués à jouer sous des températures aussi glaciales, sont battus par Miami Redhawks (OH) sur le score de 16 à 7. Le match avait été surnommé le Transplant Bowl. Un des joueurs des Miami Redhawks, Ron Zook, allait devenir, bien plus tard, coach des Gators.  Le fait d'avoir déplacé le bowl et la crainte d'une relocalisation permanente eut pour effet de réactiver les travaux à Orlando. En 1974, le match y revient et au bout de quelques années, le projet d'extension et de modernisation du stade sera mené à terme.

### Le Chalenge des Mascottes
Le Capital One Mascot Challenge (connu à l'origine sous le nom de Capital One National Mascot of the Year), est un concours où les fans doivent élire une mascotte parmi les diverses écoles (collèges) participantes. Le concours a débuté en 2002.
De 2002 à 2009, il n'y avait que 12 mascottes qui participaient au concours. À partir de 2010, ce nombre passe à 16 mascottes. Le gagnant est annoncé à la mi-temps du match en retransmission télévisée. L'école gagnante reçoit un chèque de 20 000 $.
Ce challenge se termine lorsque la société Capital One devient le sponsor de l'Orange Bowl après la saison 2014.
| Saisons | Mascotte        | Université                       |
| ------- | --------------- | -------------------------------- |
| 2002    | Monte           | Université du Montana            |
| 2003    | Cocky           | Université de la Caroline du Sud |
| 2004    | Monte           | Université du Montana            |
| 2005    | Herbie Husker   | Université de Nebraska–Lincoln   |
| 2006    | Butch T. Cougar | Université de Washington State   |
| 2007    | Zippy           | Université d'Akron               |
| 2008    | Cy the Cardinal | Université de Iowa State         |
| 2009    | The Bearcat     | Université de Cincinnati         |
| 2010    | Big Blue        | Université de Old Dominion       |
| 2011    | Wolfie Jr.      | Université de Nevada, Reno       |
| 2012    | Raider Red      | Université de Texas Tech         |
| 2013    | Rocky the Bull  | Université de Floride du Sud     |
| 2014    | Aubie the Tiger | Université d'Auburn              |

## Anciens Logos

Logo du Tangerine Bowl.
Logo du Florida Citrus Bowl.
Logo du CompUSA Florida Citrus Bowl.
Logo du Ourhousecom Florida Citrus Bowl.
Logo du Capita One Bowl.
Logo du Buffalo Wild Wings Bowl.
Logo de l'Overton's Citrus Bowl.
Logo du Vrbo Citrus Bowl.

### Liste des sponsors
- Florida Citrus Growers Association (1983–2002)
- CompUSA (1994–1999)
- Ourhouse.com (2000)
- Capital One (2001–2014)
- Buffalo Wild Wings (2015–2017)
- Overton's (2018)
- Vrbo (2019–2022)
- Cheez-It (2023–)

### Liste des anciennes dénominations du bowl
- Tangerine Bowl (1947–1982)
- Florida Citrus Bowl (1983–1993)
- CompUSA Florida Citrus Bowl (1994–1999)
- Ourhouse.com Florida Citrus Bowl (2000)
- Capital One Florida Citrus Bowl (2001–2002)
- Capital One Bowl (2003–2013)
- Buffalo Wild Wings Bowl (2014-2015)
- Overton's Citrus Bowl (2016-2018)
- Vrbo Citrus Bowl (2019-2022)
- Citrus Bowl presented by Cheez-It (2023)

## Palmarès
M.à.j. le 3 janvier 2024
NC signifie Divisions Inférieures à la FBS (NCAA Div I-AA ou II ou III)
SoCon signifie Southern Conference (depuis 1982, les équipes de cette division ne jouent plus en FBS (Football Bowl Subdivision) mais en FCS (Football Championship Subdivision) soit en NCAA Div I-AA)
SWC signifie Southwest Conference / Big 8 ou Big 8 Conference : La Big 8 Conference et la Southwest Conference  reforment en 1996 une nouvelle conférence, la Big 12 Conference
| Match nuls |
| ---------- |

| Dates            | Vainqueurs                             | Scores | Perdants                           | Assistances | Conférences   | Notes |
| ---------------- | -------------------------------------- | ------ | ---------------------------------- | ----------- | ------------- | ----- |
| 1er janvier 1947 | Catawba Indians                        | 31-0   | Maryville TN Scots                 | 9.000       | NC - NC       |       |
| 1er janvier 1948 | Catawba Indians                        | 70-0   | Marshall Thundering Herd           | 9.000       | NC - Ind      |       |
| 2 janvier 1949   | Murray State Racers                    | 21-21  | Sul Ross State Lobos               | 9.000       | NC - NC       |       |
| 1er janvier 1950 | Saint Vincent Bearcats                 | 70-06  | Emory & Henry Wasps                | 10.000      | NC - NC       |       |
| 1er janvier 1951 | Morris Harvey Golden Eagles            | 35-14  | Emory & Henry Wasps                | 10.000      | NC - NC       |       |
| 1er janvier 1952 | Stetson Hatters                        | 35-20  | Arkansas State Red Wolves          | 12.500      | NC - Ind      |       |
| 1er janvier 1953 | Texas A&M–Commerce Lions               | 33-0   | Tennessee Tech Golden Eagles       | 12.340      | NC -NC        |       |
| 1er janvier 1954 | Arkansas State Red Wolves              | 70-07  | Texas A&M–Commerce Lions           | 12.976      | Ind - NC      |       |
| 2 janvier 1955   | Nebraska–Omaha Mavericks               | 70-06  | Eastern Kentucky Colonels          | 12.759      | NC - NC       |       |
| 1er janvier 1956 | Juniata Eagles                         | 60-06  | Missouri Valley Vikings            | 10.000      | NC - NC       |       |
| 1er janvier 1957 | West Texas A&M Buffaloes               | 20-13  | Southern Miss Golden Eagles        | 11.000      | NC - C-USA    |       |
| 1er janvier 1958 | Texas A&M–Commerce Lions               | 10-09  | Southern Miss Golden Eagles        | 1.000       | NC - C-USA    |       |
| 27 décembre 1958 | Texas A&M–Commerce Lions               | 26-07  | Missouri Valley Vikings            | 4.000       | NC - NC       |       |
| 1er janvier 1960 | Middle Tennessee Blue Raiders          | 21-12  | Presbyterian Blue Hose             | 12.500      | NC - NC       |       |
| 30 décembre 1960 | The Citadel Bulldogs                   | 27-0   | Tennessee Tech Golden Eagles       | 13.000      | NC - NC       |       |
| 29 décembre 1961 | Lamar Cardinals                        | 21-14  | Middle Tennessee Blue Raiders      | 6.000       | NC - NC       |       |
| 22 décembre 1962 | Houston Cougars                        | 49-21  | Miami Redhawks (OH)                | 7.500       | Ind - MAC     |       |
| 28 décembre 1963 | Western Kentucky Hilltoppers           | 27-0   | United States Coast Guard Academy  | 7.500       | NC - NC       |       |
| 12 décembre 1964 | East Carolina Pirates                  | 14-13  | Massachusetts Redmen               | 8.000       | Ind - NC      |       |
| 11 décembre 1965 | East Carolina Pirates                  | 31-0   | Maine Black Bears                  | 8.350       | Ind - NC      |       |
| 10 décembre 1966 | Morgan State Bears                     | 14-06  | West Chester Golden Rams           | 7.138       | NC - NC       |       |
| 16 décembre 1967 | Tennessee–Martin Skyhawks              | 25-08  | West Chester Golden Rams           | 5.500       | NC - NC       |       |
| 27 décembre 1968 | Richmond Spiders                       | 49-42  | #15 Ohio Bobcats                   | 16.144      | SoCon - MAC   |       |
| 26 décembre 1969 | #20 Toledo Rockets                     | 56-33  | Davidson Wildcats                  | 16.311      | MAC - SoCon   |       |
| 28 décembre 1970 | #15 Toledo Rockets                     | 40-12  | William & Mary Indians             | 15.164      | MAC - SoCon   |       |
| 28 décembre 1971 | #14 Toledo Rockets                     | 28-03  | Richmond Spiders                   | 16.750      | MAC - SoCon   |       |
| 29 décembre 1972 | Tampa Spartans                         | 21-18  | Kent State Golden Flashes          | 20.062      | Ind- MAC      |       |
| 22 décembre 1973 | #15 Miami Redhawks (OH)                | 16-07  | Florida Gators                     | 37.234      | MAC - SEC     |       |
| 21 décembre 1974 | #12 Miami Redhawks (OH)                | 21-10  | Georgia Bulldogs                   | 20.246      | MAC - SEC     |       |
| 20 décembre 1975 | #14 Miami Redhawks (OH)                | 20-07  | South Carolina Gamecocks           | 20.247      | MAC - Ind     |       |
| 18 décembre 1976 | #14 Oklahoma State Cowboys             | 49-21  | BYU Cougars                        | 37.812      | Big 8 - WAC   |       |
| 23 décembre 1977 | Florida State Seminoles                | 40-17  | Texas Tech Red Raiders             | 44.502      | SEC - SWC     |       |
| 23 décembre 1978 | NC State Wolfpack                      | 30-17  | Pittsburgh Panthers                | 31.356      | ACC - Ind     |       |
| 22 décembre 1979 | LSU Fighting Tigers                    | 34-10  | Wake Forest Demon Deacons          | 38.666      | SEC - ACC     |       |
| 20 décembre 1980 | Florida Gators                         | 35-20  | Maryland Terrapins                 | 52.541      | SEC - ACC     |       |
| 19 décembre 1981 | Missouri Tigers                        | 19-17  | #18 Southern Miss Golden Eagles    | 50.045      | Big 8 - Ind   |       |
| 18 décembre 1982 | #18 Auburn Tigers                      | 33-26  | Boston College Eagles              | 51.296      | SEC - Ind     |       |
| 17 décembre 1983 | Tennessee Volunteers                   | 30-23  | Maryland Terrapins                 | 50.183      | SEC - ACC     |       |
| 22 décembre 1984 | Florida State Seminoles                | 17-17  | Georgia Bulldogs                   | 51.821      | Ind - SEC     |       |
| 28 décembre 1985 | #17 Ohio State Buckeyes                | 10-07  | #9 BYU Cougars                     | 50.920      | Big 10 - WAC  |       |
| 1er janvier 1987 | #10 Auburn Tigers                      | 16-07  | USC Trojans                        | 51.113      | SEC - Pac 10  |       |
| 1er janvier 1988 | #14 Clemson Tigers                     | 35-10  | #20 Penn State Nittany Lions       | 53.152      | ACC - Ind     |       |
| 2 janvier 1989   | #9 Clemson Tigers                      | 13-06  | #10 Oklahoma Sooners               | 53.571      | ACC - Big 8   |       |
| 1er janvier 1990 | #11 Illinois Fighting IIlini           | 31-21  | #16 Virginia Cavaliers             | 60.016      | Big 10 - ACC  |       |
| 1er janvier 1991 | #2 Georgia Tech Yellow Jackets         | 45-21  | #19 Nebraska Cornhuskers           | 72.328      | ACC - Big 8   |       |
| 1er janvier 1992 | #14 California Golden Bears            | 37-13  | #13 Clemson Tigers                 | 64.192      | Pac 10 - ACC  |       |
| 1er janvier 1993 | #8 Georgia Bulldogs                    | 21-14  | #13 Ohio State Buckeyes            | 65.861      | SEC - Big 10  |       |
| 1er janvier 1994 | #13 Penn State                         | 31-13  | #6 Tennessee Volunteers            | 72.456      | Big 10 - SEC  |       |
| 2 janvier 1995   | #6 Alabama Crimson Tide                | 24-17  | #13 Ohio State                     | 71.195      | SEC - Big 10  |       |
| 1er janvier 1996 | #3 Tennessee Volunteers                | 20-14  | #4 Ohio State                      | 70.797      | SEC - Big 10  |       |
| 1er janvier 1997 | #9 Tennessee Volunteers                | 48-28  | #11 Northwestern                   | 63.467      | SEC - Big 10  |       |
| 1er janvier 1998 | #6 Florida Gators                      | 21-06  | #11 Penn State Nittany Lions       | 72.940      | SEC - Big 10  |       |
| 1er janvier 1999 | #15 Michigan Wolverines                | 45-31  | #11 Arkansas                       | 63.584      | Big 10 - SEC  |       |
| 1er janvier 2000 | #9 Michigan Spartans                   | 37-34  | #10 Florida Gators                 | 62.011      | Big 10 - SEC  |       |
| 1er janvier 2001 | #17 Michigan Wolverines                | 31-28  | #20 Auburn Tigers                  | 66.928      | Big 10 - SEC  |       |
| 1er janvier 2002 | #8 Tennessee Volunteers                | 45-17  | #17 Michigan                       | 59.693      | SEC - Big 10  |       |
| 1er janvier 2003 | #19 Auburn Tigers                      | 13-09  | #10 Penn State Nittany Lions       | 66.334      | SEC - Big 10  |       |
| 1er janvier 2004 | #11 Georgia Bulldogs                   | 34OT27 | #12 Purdue                         | 64.565      | SEC - Big 10  |       |
| 1er janvier 2005 | #11 Iowa                               | 30-25  | #12 LSU Tigers                     | 70.229      | Big 10 - SEC  |       |
| 2 janvier 2006   | #20 Wisconsin Badgers                  | 24-10  | #7 Auburn Tigers                   | 57.221      | Big 10 - SEC  |       |
| 1er janvier 2007 | #5 Wisconsin Badgers                   | 17-14  | #13 Arkansas                       | 60.774      | Big 10 - SEC  |       |
| 1er janvier 2008 | Michigan Wolverines                    | 41-35  | #12 Florida Gators                 | 69.748      | Big 10 - SEC  |       |
| 1er janvier 2009 | #15 Georgia Bulldogs                   | 24-12  | #18 Michigan State                 | 59.681      | SEC - Big 10  |       |
| 1er janvier 2010 | Penn State Nittany Lions               | 19-17  | LSU Tigers                         | 63.025      | Big 10 - SEC  |       |
| 1er janvier 2011 | Alabama Crimson Tide                   | 49-07  | Michigan State Spartans            | 61.519      | SEC - Big 10  |       |
| 2 janvier 2012   | South Carolina Gamecocks               | 30-17  | Nebraska Cornhuskers               | 61.351      | SEC - Big 10  |       |
| 1er janvier 2013 | #6 Georgia Bulldogs                    | 45-31  | #23 Nebraska Cornhuskers           | 59.712      | SEC - Big 10  |       |
| 1er janvier 2014 | #9 South Carolina Gamecocks            | 34-24  | #19 Wisconsin Badgers              | 56.629      | SEC - Big 10  |       |
| 1er janvier 2015 | #16 Missouri Tigers (11-3)             | 33-17  | #25 Minnesota (8-5)                | 48 624      | SEC - Big 10  | Note  |
| 1er janvier 2016 | #17 Michigan Wolverines (9-3)          | 41-07  | #19 Florida Gators (10-3)          | 63 113      | Big 10 - SEC  | Note  |
| 31 décembre 2016 | #20 Tigers de LSU (7–4)                | 29-09  | #13 Cardinals de Louisville (9–3)  | 46 063      | ACC - SEC     | Note  |
| 1er janvier 2018 | #15 Fighting Irish de Notre Dame (9-3) | 21-17  | #17 Tigers de LSU (9-3)            | 57 726      | Ind. - ACC    | Note  |
| 1er janvier 2018 | #14 Kentucky Wildcats (9-3)            | 27-24  | #12 Penn State Nittany Lions (9-3) | 59 167      | SEC - Big 10  | Note  |
| 1er janvier 2020 | #13 Crimson Tide de l'Alabama (10-2)   | 35-16  | #14 Wolverines du Michigan (9-3)   | 59 746      | SEC - Big Ten | Note  |
| 1er janvier 2021 | #14 Wildcats de Northwestern (6-2)     | 35-19  | Tigers d'Auburn (6-4)              | 15 698      | Big Ten - SEC | Note  |
| 1er janvier 2022 | #22 Wildcats du Kentucky (9-3)         | 20-17  | #11 Hawkeyes de l'Iowa (10-3)      | 50 269      | SEC - Big Ten | Note  |
| 2 janvier 2023   | #17 Tigers de LSU (9-4)                | 63-07  | Boilermakers de Purdue (8-5)       | 42 791      | SEC - Big Ten | Note  |
| 1er janvier 2024 | #21 Volunteers du Tennessee (8-4)      | 35-0   | #17 Hawkeyes de l'Iowa (10-3)      | 43 861      | SEC - Big Ten | Note  |

## Statistiques par Équipes
M.à.j. le 3 janvier 2024
| Rang | Équipes                     | Apparitions | G-N-P |
| ---- | --------------------------- | ----------- | ----- |
| 1    | Tennessee Volunteers        | 6           | 5–0–1 |
| 2    | Georgia Bulldogs            | 6           | 4–1–1 |
| 3    | Michigan Wolverines         | 6           | 4–0–2 |
| 4    | Penn State Nittany Lions    | 6           | 3–0–3 |
| 4    | Auburn Tigers               | 6           | 3–0–3 |
| 4    | LSU Tigers                  | 6           | 3–0–3 |
| 7    | Florida Gators              | 6           | 2–0–4 |
| 8    | Texas A&M Aggies            | 4           | 3–1–0 |
| 9    | Miami RedHawks (Ohio)       | 4           | 3–0–1 |
| 10   | Ohio State Buckeyes         | 4           | 1–0–3 |
| 10   | Alabama Crimson Tide        | 3           | 3–0–0 |
| 12   | Toledo Rockets              | 3           | 3–0–0 |
| 13   | Clemson Tigers              | 3           | 2–0–1 |
| 14   | Michigan State Spartans     | 3           | 1–0–2 |
| 15   | Nebraska Cornhuskers        | 3           | 0–0–3 |
| 16   | Southern Miss Golden Eagles | 3           | 0–0–3 |
| 17   | Wisconsin Badgers           | 3           | 2–0–1 |
| 18   | South Carolina Gamecocks    | 3           | 2–0–1 |
| 19   | Northwestern Wildcats       | 2           | 1–0–1 |
| 19   | Kentucky Wildcats           | 2           | 1–0–1 |
| 21   | Boilermakers de Purdue      | 2           | 0–0–2 |
| 21   | Hawkeyes de l'Iowa          | 2           | 0–0–2 |
| 23   | Missouri Tigers             | 1           | 1–0–0 |
| 23   | Notre Dame Fighting Irish   | 1           | 1–0–0 |
| 25   | Minnesota Golden Gophers    | 1           | 0–0–1 |
| 25   | Louisville Cardinals        | 1           | 0–0–1 |

## Statistiques par Conférences
M.à.j le 3 janvier 2024
| Conférences  | Participations | Gagnés | Nuls | Perdus | %    |
| ------------ | -------------- | ------ | ---- | ------ | ---- |
| * NC         | 35             | 18     | 0    | 17     | 51,4 |
| SEC          | 40             | 25     | 1    | 14     | 62,5 |
| Big 10       | 32             | 13     | 0    | 20     | 40,6 |
| Indépendants | 13             | 6      | 1    | 6      | 46,2 |
| MAC          | 9              | 6      | 0    | 3      | 66,6 |
| ACC          | 11             | 5      | 0    | 6      | 45,5 |
| Big 8        | 4              | 2      | 0    | 2      | 50,0 |
| SoCon        | 4              | 1      | 0    | 3      | 25,0 |
| Pac-10       | 2              | 1      | 0    | 1      | 50,0 |
| WAC          | 2              | 0      | 0    | 2      | 0    |
| C-USA        | 2              | 0      | 0    | 2      | 0    |
| SWC          | 1              | 0      | 0    | 1      | 0    |

* NC = Équipes jouant dans les divisions inférieures (NCAA Div I-AA ou Div II ou III)

## Meilleurs Joueurs du Bowl
M.à.j. le 3 janvier 2024
| Dates            | Joueurs             | Équipes              | Postes |
| ---------------- | ------------------- | -------------------- | ------ |
| 1er janvier 1949 | Dale McDaniel       | Murray State         | NL     |
| 1er janvier 1949 | Ted Scown           | Sul Ross State       | NL     |
| 2 janvier 1950   | Don Heinigan        | St. Vincent          | NL     |
| 2 janvier 1950   | Chick Davis         | Emory & Henry        | QB     |
| 1er janvier 1951 | Pete Anania         | Morris Harvey        | NL     |
| 1er janvier 1951 | Charles Hubbard     | Morris Harvey        | NL     |
| 1er janvier 1952 | Bill Johnson        | Stetson              | NL     |
| 1er janvier 1952 | Dave Laude          | Stetson              | NL     |
| 1er janvier 1953 | Marvin Brown        | East Texas State     | NL     |
| 1er janvier 1954 | Billy Ray Norris    | East Texas State     | NL     |
| 1er janvier 1954 | Bobby Spann         | Arkansas State       | NL     |
| 1er janvier 1955 | Bill Englehardt     | Omaha                | NL     |
| 2 janvier 1956   | Barry Drexler       | Juniata              | NL     |
| 1er janvier 1957 | Ron Mills           | West Texas State     | NL     |
| 1er janvier 1958 | Garry Berry         | East Texas State     | NL     |
| 1er janvier 1958 | Neal Hinson         | East Texas State     | NL     |
| 27 décembre 1958 | Sam McCord          | East Texas State     | NL     |
| 1er janvier 1960 | Bucky Pitts         | Middle Tennessee     | NL     |
| 1er janvier 1960 | Bob Waters          | Presbyterian         | NL     |
| 30 décembre 1960 | Jerry Nettles       | Citadel              | NL     |
| 29 décembre 1961 | Windell Hebert      | Lamar                | QB     |
| 22 décembre 1962 | Joe Lopasky         | Houston              | NL     |
| 22 décembre 1962 | Billy Rolands       | Houston              | NL     |
| 28 décembre 1963 | Sharon Miller       | WKU                  | NL     |
| 12 décembre 1964 | Bill Cline          | East Carolina        | NL     |
| 12 décembre 1964 | Jerry Whelchel      | Massachusetts        | NL     |
| 11 décembre 1965 | Dave Alexander      | East Carolina        | NL     |
| 10 décembre 1966 | Willie Lanier       | Morgan State         | NL     |
| 16 décembre 1967 | Errol Hook          | Tennessee–Martin     | NL     |
| 16 décembre 1967 | Gordon Lambert      | Tennessee–Martin     | NL     |
| 27 décembre 1968 | Buster O'Brien      | Richmond             | B      |
| 27 décembre 1968 | Walker Gillette     | Richmond             | L      |
| 26 décembre 1969 | Chuck Ealey         | Toledo               | QB     |
| 26 décembre 1969 | Dan Crockett        | Toledo               | L      |
| 28 décembre 1970 | Chuck Ealey         | Toledo               | QB     |
| 28 décembre 1970 | Vince Hublen        | William & Mary       | L      |
| 28 décembre 1971 | Chuck Ealey         | Toledo               | QB     |
| 28 décembre 1971 | Mel Long            | Toledo               | L      |
| 29 décembre 1972 | Freddie Solomon     | Tampa                | B      |
| 29 décembre 1972 | Jack Lambert        | Kent State           | L      |
| 22 décembre 1973 | Chuck Varner        | Miami                | B      |
| 22 décembre 1973 | Brad Cousino        | Miami                | B      |
| 21 décembre 1974 | Sherman Smith       | Miami                | B      |
| 21 décembre 1974 | Brad Cousino        | Miami                | L      |
| 21 décembre 1974 | John Roudabush      | Miami                | L      |
| 20 décembre 1975 | Rob Carpenter       | Miami                | B      |
| 20 décembre 1975 | Jeff Kelly          | Miami                | L      |
| 18 décembre 1976 | Terry Miller        | Oklahoma State       | B      |
| 18 décembre 1976 | Phillip Dokes       | Oklahoma State       | L      |
| 23 décembre 1977 | Jimmy Jordan        | Florida State        | QB     |
| 23 décembre 1978 | Ted Brown           | North Carolina State | RB     |
| 23 décembre 1978 | John Stanton        | North Carolina State | DL     |
| 22 décembre 1979 | David Woodley       | LSU                  | QB     |
| 20 décembre 1980 | Cris Collinsworth   | Florida              | WR     |
| 19 décembre 1981 | Jeff Gaylord        | Missouri             | LB     |
| 18 décembre 1982 | Randy Campbell      | Auburn               | QB     |
| 17 décembre 1983 | Johnnie Jones       | Tennessee            | RB     |
| 22 décembre 1984 | James Jackson       | Georgia              | QB     |
| 28 décembre 1985 | Larry Kolic         | Ohio State           | LB     |
| 1er janvier 1987 | Aundray Bruce       | Auburn               | LB     |
| 1er janvier 1988 | Rodney Williams     | Clemson              | QB     |
| 2 janvier 1989   | Terry Allen         | Clemson              | RB     |
| 1er janvier 1990 | Jeff George         | Illinois             | QB     |
| 1er janvier 1991 | Shawn Jones         | Georgia Tech         | QB     |
| 1er janvier 1992 | Mike Pawlawski      | California           | QB     |
| 1er janvier 1993 | Garrison Hearst     | Georgia              | RB     |
| 1er janvier 1994 | Bobby Engram        | Penn State           | WR     |
| 2 janvier 1995   | Sherman Williams    | Alabama              | RB     |
| 1er janvier 1996 | Jay Graham          | Tennessee            | RB     |
| 1er janvier 1997 | Peyton Manning      | Tennessee            | QB     |
| 1er janvier 1998 | Fred Taylor         | Florida              | RB     |
| 1er janvier 1999 | Anthony Thomas      | Michigan             | RB     |
| 1er janvier 2000 | Plaxico Burress     | Michigan State       | WR     |
| 1er janvier 2001 | Anthony Thomas      | Michigan             | RB     |
| 1er janvier 2002 | Casey Clausen       | Tennessee            | QB     |
| 1er janvier 2003 | Ronnie Brown        | Auburn               | RB     |
| 1er janvier 2004 | David Greene        | Georgia              | QB     |
| 1er janvier 2005 | Drew Tate           | Iowa                 | QB     |
| 2 janvier 2006   | Brian Calhoun       | Wisconsin            | RB     |
| 1er janvier 2007 | John Stocco         | Wisconsin            | QB     |
| 1er janvier 2008 | Chad Henne          | Michigan             | QB     |
| 1er janvier 2009 | Matthew Stafford    | Georgia              | QB     |
| 1er janvier 2010 | Daryll Clark        | Penn State           | QB     |
| 1er janvier 2011 | Courtney Upshaw     | Alabama              | LB     |
| 1er janvier 2012 | Alshon Jeffery      | South Carolina       | WR     |
| 1er janvier 2013 | Aaron Murray        | Georgia              | QB     |
| 1er janvier 2014 | Connor Shaw         | South Carolina       | QB     |
| 1er janvier 2015 | Markus Golden       | Missouri             | DE     |
| 1er janvier 2016 | Jake Rudock         | Michigan             | QB     |
| 31 décembre 2016 | Derrius Guice       | LSU                  | RB     |
| 1er janvier 2018 | Miles Boykin        | Notre Dame           | WR     |
| 1er janvier 2019 | Benny Snell Jr.     | Kentucky             | RB     |
| 1er janvier 2020 | Jerry Jeudy         | Alabama              | WR     |
| 1er janvier 2021 | Peyton Ramsey       | Northwestern         | QB     |
| 1er janvier 2022 | Wan'Dale Robinson   | Kentucky             | WR     |
| 2 janvier 2023   | Malik Nabers (en)   | LSU                  | WR     |
| 1er janvier 2024 | Nico Iamaleava (en) | Tennessee            | QB     |